# Bryobia tuberosa
Bryobia tuberosa är en spindeldjursart som beskrevs av Meyer 1974. Bryobia tuberosa ingår i släktet Bryobia och familjen Tetranychidae. Inga underarter finns listade.